# Перегони «Гарматне ядро»
«Перегони „Гарматне ядро“» (англ. The Cannonball Run) — американський комедійний фільм. Вийшов на екрани в 1981 році. Єдиний фільм студії Fox, варіант заставки якої отримав назву "Police chase logo" (укр. Логотип поліцейської гонитви)

## Сюжет
Приз у кругленьку суму одержить той з учасників транснаціональної автомобільної гонки, хто перший прийде до фінішу. Перегони ці незвичайні — у них немає правил, головне стати першим за всяку ціну. Єдині люди які не погодяться з цими перегонами - це поліцейські, які постійно з'являються в деяких сценах.
Джей-Джей МакЛур - авантюрист, вирішується на участь в автомобільній гонці без правил через всю країну, з Коннектикуту до Каліфорнії. Поліція прагне перешкодити незаконну гонку по дорогах країни, адже швидкість на них обмежена 55 милями на годину. Для того щоб обдурити поліцію, Джей-Джей маскує свою машину під «автомобіль швидкої допомоги».

## У ролях
- Берт Рейнольдс — Джей-Джей МакЛур
- Роджер Мур — Сеймор Голдферб молодший
- Фарра Фосетт — Памелла Гловер
- Джеймі Фарр — Шейх
- Дом ДеЛуїз — Віктор Принцим/Капітан Хаос
- Дін Мартін — Джеймі Блейк
- Семмі Девіс молодший — Морріс Фендербаум
- Джек Елам — доктор Ніколас Ван Хелсінг
- Джекі Чан — Джекі Чан водій Субару